# 13e étape du Tour de France 1996
Pour un article plus général, voir Tour de France 1996.
La 13e étape du Tour de France 1996 a eu lieu le 13 juillet 1996 entre la ville du Puy-en-Velay et la station de ski de Super-Besse sur une distance de 177 km. Elle a été remportée le Danois Rolf Sørensen (Rabobank). Il remporte le sprint d'un petit groupe de trois coureurs et devance le Portugais Orlando Rodrigues (Banesto) et le Français Richard Virenque (Festina). Arrivé dan un groupe avec 23 secondes de retard sur le vainqueur du jour, le Danois Bjarne Riis (Deutsche Telekom), conserve le maillot jaune de leader au terme de l'étape.

## Profil et parcours
Dans le Puy-de-Dôme, les difficultés commencent après Ambert avec le col des Fourches au km 82 (3e catégorie) suivi du col de Toutée (4e catégorie). Le ravitaillement se déroule à Sugères. L'arrivée approche avec la côte de Sainte-Anastaise (2e catégorie) à 1160 m d'altituden puis la côte du Faux (3e catégorie) et l'arrivée à la station de Super-Besse (3e catégorie).

## Déroulement

### Points distribués
| Sprint intermédiaire Allègre (km 23.5) | Sprint intermédiaire Allègre (km 23.5) | Sprint intermédiaire Allègre (km 23.5) | Sprint intermédiaire Allègre (km 23.5) | Sprint intermédiaire Allègre (km 23.5) |
| -------------------------------------- | -------------------------------------- | -------------------------------------- | -------------------------------------- | -------------------------------------- |
|                                        | Coureur                                | Pays                                   | Équipe                                 | Point(s)                               |
| 1er                                    | Pascal Hervé                           | France                                 | Festina-Lotus                          | 6                                      |
| 2e                                     | Bo Hamburger                           | Danemark                               | TVM-Farm Frites                        | 4                                      |
| 3e                                     | Andrea Ferrigato                       | Italie                                 | Roslotto-ZG Mobili                     | 2                                      |
| modifier                               |                                        |                                        |                                        |                                        |

| Sprint intermédiaire Saurier (km 146.5) | Sprint intermédiaire Saurier (km 146.5) | Sprint intermédiaire Saurier (km 146.5) | Sprint intermédiaire Saurier (km 146.5) | Sprint intermédiaire Saurier (km 146.5) |
| --------------------------------------- | --------------------------------------- | --------------------------------------- | --------------------------------------- | --------------------------------------- |
|                                         | Coureur                                 | Pays                                    | Équipe                                  | Point(s)                                |
| 1er                                     | Djamolidine Abdoujaparov                | Ouzbékistan                             | Refin-Mobilvetta                        | 6                                       |
| 2e                                      | Michele Bartoli                         | Italie                                  | Mapei-GB                                | 4                                       |
| 3e                                      | Paolo Savoldelli                        | Italie                                  | Roslotto-ZG Mobili                      | 2                                       |
| modifier                                |                                         |                                         |                                         |                                         |

| Arrivée d'étape Super-Besse (km 177) | Arrivée d'étape Super-Besse (km 177) | Arrivée d'étape Super-Besse (km 177) | Arrivée d'étape Super-Besse (km 177) | Arrivée d'étape Super-Besse (km 177) |
| ------------------------------------ | ------------------------------------ | ------------------------------------ | ------------------------------------ | ------------------------------------ |
|                                      | Coureur                              | Pays                                 | Équipe                               | Point(s)                             |
| 1er                                  | Rolf Sørensen                        | Danemark                             | Rabobank                             | 20                                   |
| 2e                                   | Orlando Rodrigues                    | Portugal                             | Banesto                              | 17                                   |
| 3e                                   | Richard Virenque                     | France                               | Festina-Lotus                        | 15                                   |
| 4e                                   | Luc Leblanc                          | France                               | Polti                                | 13                                   |
| 5e                                   | Paolo Savoldelli                     | Italie                               | Roslotto-ZG Mobili                   | 12                                   |
| 6e                                   | Miguel Indurain                      | Espagne                              | Banesto                              | 10                                   |
| 7e                                   | Christopher Boardman                 | Royaume-Uni                          | Gan                                  | 9                                    |
| 8e                                   | Laurent Brochard                     | France                               | Festina-Lotus                        | 8                                    |
| 9e                                   | Laurent Dufaux                       | Suisse                               | Festina-Lotus                        | 7                                    |
| 10e                                  | Abraham Olano                        | Espagne                              | Mapei-GB                             | 6                                    |
| modifier                             |                                      |                                      |                                      |                                      |

| Col des Fourches (km 82) 3e catégorie | Col des Fourches (km 82) 3e catégorie | Col des Fourches (km 82) 3e catégorie | Col des Fourches (km 82) 3e catégorie | Col des Fourches (km 82) 3e catégorie |
| ------------------------------------- | ------------------------------------- | ------------------------------------- | ------------------------------------- | ------------------------------------- |
|                                       | Coureur                               | Pays                                  | Équipe                                | Point(s)                              |
| 1er                                   | Stefano Cattai                        | Italie                                | Roslotto-ZG Mobili                    | 10                                    |
| 2e                                    | Michele Bartoli                       | Italie                                | Mapei-GB                              | 7                                     |
| 3e                                    | Bruno Thibout                         | France                                | Motorola                              | 5                                     |
| 4e                                    | Manuel Fernandez Gines                | Espagne                               | Mapei-GB                              | 3                                     |
| 5e                                    | Bo Hamburger                          | Danemark                              | TVM-Farm Frites                       | 1                                     |
| modifier                              |                                       |                                       |                                       |                                       |

| Col de Toutée (km 89.5) 4e catégorie | Col de Toutée (km 89.5) 4e catégorie | Col de Toutée (km 89.5) 4e catégorie | Col de Toutée (km 89.5) 4e catégorie | Col de Toutée (km 89.5) 4e catégorie |
| ------------------------------------ | ------------------------------------ | ------------------------------------ | ------------------------------------ | ------------------------------------ |
|                                      | Coureur                              | Pays                                 | Équipe                               | Point(s)                             |
| 1er                                  | Stefano Cattai                       | Italie                               | Roslotto-ZG Mobili                   | 5                                    |
| 2e                                   | Bruno Thibout                        | France                               | Motorola                             | 3                                    |
| 3e                                   | Michele Bartoli                      | Italie                               | Mapei-GB                             | 1                                    |
| modifier                             |                                      |                                      |                                      |                                      |

| Côte de Ste-Anastaise (km 163.5) 2e catégorie | Côte de Ste-Anastaise (km 163.5) 2e catégorie | Côte de Ste-Anastaise (km 163.5) 2e catégorie | Côte de Ste-Anastaise (km 163.5) 2e catégorie | Côte de Ste-Anastaise (km 163.5) 2e catégorie |
| --------------------------------------------- | --------------------------------------------- | --------------------------------------------- | --------------------------------------------- | --------------------------------------------- |
|                                               | Coureur                                       | Pays                                          | Équipe                                        | Point(s)                                      |
| 1er                                           | Paolo Savoldelli                              | Italie                                        | Roslotto-ZG Mobili                            | 20                                            |
| 2e                                            | Rolf Sørensen                                 | Danemark                                      | Rabobank                                      | 15                                            |
| 3e                                            | Orlando Rodrigues                             | Portugal                                      | Banesto                                       | 12                                            |
| 4e                                            | Michele Bartoli                               | Italie                                        | Mapei-GB                                      | 10                                            |
| 5e                                            | Patrick Jonker                                | Australie                                     | ONCE                                          | 8                                             |
| 6e                                            | Claudio Chiappucci                            | Italie                                        | Carrera Jeans                                 | 6                                             |
| 7e                                            | Laurent Brochard                              | France                                        | Festina-Lotus                                 | 4                                             |
| 8e                                            | Chris Boardman                                | Royaume-Uni                                   | Gan                                           | 3                                             |
| 9e                                            | Bo Hamburger                                  | Danemark                                      | TVM-Farm Frites                               | 2                                             |
| 10e                                           | Djamolidine Abdoujaparov                      | Ouzbékistan                                   | Refin Mobilvetta                              | 1                                             |
| modifier                                      |                                               |                                               |                                               |                                               |

| Côte du Faux (km 171.5) 3e catégorie | Côte du Faux (km 171.5) 3e catégorie | Côte du Faux (km 171.5) 3e catégorie | Côte du Faux (km 171.5) 3e catégorie | Côte du Faux (km 171.5) 3e catégorie |
| ------------------------------------ | ------------------------------------ | ------------------------------------ | ------------------------------------ | ------------------------------------ |
|                                      | Coureur                              | Pays                                 | Équipe                               | Point(s)                             |
| 1er                                  | Paolo Savoldelli                     | Italie                               | Roslotto-ZG Mobili                   | 10                                   |
| 2e                                   | Orlando Rodrigues                    | Portugal                             | Banesto                              | 7                                    |
| 3e                                   | Rolf Sørensen                        | Danemark                             | Rabobank                             | 5                                    |
| 4e                                   | Patrick Jonker                       | Australie                            | ONCE                                 | 3                                    |
| 5e                                   | Michele Bartoli                      | Italie                               | Mapei-GB                             | 1                                    |
| modifier                             |                                      |                                      |                                      |                                      |

| Montée de Superbesse (km 175) 3e catégorie | Montée de Superbesse (km 175) 3e catégorie | Montée de Superbesse (km 175) 3e catégorie | Montée de Superbesse (km 175) 3e catégorie | Montée de Superbesse (km 175) 3e catégorie |
| ------------------------------------------ | ------------------------------------------ | ------------------------------------------ | ------------------------------------------ | ------------------------------------------ |
|                                            | Coureur                                    | Pays                                       | Équipe                                     | Point(s)                                   |
| 1er                                        | Orlando Rodrigues                          | Portugal                                   | Banesto                                    | 10                                         |
| 2e                                         | Rolf Sørensen                              | Danemark                                   | Rabobank                                   | 7                                          |
| 3e                                         | Luc Leblanc                                | France                                     | Polti                                      | 5                                          |
| 4e                                         | Richard Virenque                           | France                                     | Festina-Lotus                              | 3                                          |
| 5e                                         | Paolo Savoldelli                           | Italie                                     | Roslotto-ZG Mobili                         | 1                                          |
| modifier                                   |                                            |                                            |                                            |                                            |

## Classement de l'étape
| \| Classement de l'étape \| Classement de l'étape \| Classement de l'étape \| Classement de l'étape \| Classement de l'étape \| \| Coureur \| Coureur \| Pays \| Équipe \| Temps \| \| --------------------- \| --------------------- \| --------------------- \| --------------------- \| --------------------- \| \| 1er \| Rolf Sørensen \| Danemark \| Rabobank \| 40 h 39 min 23 s \| \| 2e \| Orlando Rodrigues \| Portugal \| Banesto \| + 0 s \| \| 3e \| Richard Virenque \| France \| Festina-Lotus \| + 0 s \| \| 4e \| Luc Leblanc \| France \| Polti \| + 2 s \| \| 5e \| Paolo Savoldelli \| Italie \| Roslotto-ZG Mobili \| + 11 s \| \| 6e \| Miguel Indurain \| Espagne \| Banesto \| + 23 s \| \| 7e \| Chris Boardman \| Royaume-Uni \| Gan \| + 23 s \| \| 8e \| Laurent Brochard \| France \| Festina-Lotus \| + 23 s \| \| 9e \| Laurent Dufaux \| Suisse \| Festina-Lotus \| + 23 s \| \| 10e \| Abraham Olano \| Espagne \| Mapei-GB \| + 23 s \| |                   |             |                    |                  |
| |                   |             |                    |                  |
| |                   |             |                    |                  |
| Classement de l'étape |                   |             |                    |                  |
| Coureur | Coureur           | Pays        | Équipe             | Temps            |
| 1er | Rolf Sørensen     | Danemark    | Rabobank           | 40 h 39 min 23 s |
| 2e | Orlando Rodrigues | Portugal    | Banesto            | + 0 s            |
| 3e | Richard Virenque  | France      | Festina-Lotus      | + 0 s            |
| 4e | Luc Leblanc       | France      | Polti              | + 2 s            |
| 5e | Paolo Savoldelli  | Italie      | Roslotto-ZG Mobili | + 11 s           |
| 6e | Miguel Indurain   | Espagne     | Banesto            | + 23 s           |
| 7e | Chris Boardman    | Royaume-Uni | Gan                | + 23 s           |
| 8e | Laurent Brochard  | France      | Festina-Lotus      | + 23 s           |
| 9e | Laurent Dufaux    | Suisse      | Festina-Lotus      | + 23 s           |
| 10e | Abraham Olano     | Espagne     | Mapei-GB           | + 23 s           |

## Classement général
| \| Classement général \| Classement général \| Classement général \| Classement général \| Classement général \| \| Coureur \| Coureur \| Pays \| Équipe \| Temps \| \| ------------------ \| ------------------ \| ------------------ \| ------------------ \| ------------------ \| \| 1er \| Bjarne Riis \| Danemark \| Deutsche Telekom \| 61 h 00 min 18 s \| \| 2e \| Abraham Olano \| Espagne \| Mapei-GB \| + 56 s \| \| 3e \| Evgueni Berzin \| Russie \| Gewiss-Playbus \| + 1 min 08 s \| \| 4e \| Tony Rominger \| Suisse \| Mapei-GB \| + 1 min 21 s \| \| 5e \| Jan Ullrich \| Allemagne \| Deutsche Telekom \| + 2 min 06 s \| \| 6e \| Peter Luttenberger \| Autriche \| Carrera Jeans \| + 2 min 38 s \| \| 7e \| Richard Virenque \| France \| Festina-Lotus \| + 3 min 26 s \| \| 8e \| Miguel Indurain \| Espagne \| Banesto \| + 4 min 38 s \| \| 9e \| Laurent Dufaux \| Suisse \| Festina-Lotus \| + 5 min 03 s \| \| 10e \| Fernando Escartín \| Espagne \| Kelme-Artiach \| + 5 min 17 s \| |                    |           |                  |                  |
| |                    |           |                  |                  |
| |                    |           |                  |                  |
| Classement général |                    |           |                  |                  |
| Coureur | Coureur            | Pays      | Équipe           | Temps            |
| 1er | Bjarne Riis        | Danemark  | Deutsche Telekom | 61 h 00 min 18 s |
| 2e | Abraham Olano      | Espagne   | Mapei-GB         | + 56 s           |
| 3e | Evgueni Berzin     | Russie    | Gewiss-Playbus   | + 1 min 08 s     |
| 4e | Tony Rominger      | Suisse    | Mapei-GB         | + 1 min 21 s     |
| 5e | Jan Ullrich        | Allemagne | Deutsche Telekom | + 2 min 06 s     |
| 6e | Peter Luttenberger | Autriche  | Carrera Jeans    | + 2 min 38 s     |
| 7e | Richard Virenque   | France    | Festina-Lotus    | + 3 min 26 s     |
| 8e | Miguel Indurain    | Espagne   | Banesto          | + 4 min 38 s     |
| 9e | Laurent Dufaux     | Suisse    | Festina-Lotus    | + 5 min 03 s     |
| 10e | Fernando Escartín  | Espagne   | Kelme-Artiach    | + 5 min 17 s     |

## Classements annexes
| Classement par points | Classement par points    | Classement par points | Classement par points        | Classement par points |
| Coureur               | Coureur                  | Pays                  | Équipe                       | Points                |
| --------------------- | ------------------------ | --------------------- | ---------------------------- | --------------------- |
| 1er                   | Erik Zabel               | Allemagne             | Deutsche Telekom             | 220 pts               |
| 2e                    | Frédéric Moncassin       | France                | Gan                          | 185 pts               |
| 3e                    | Fabio Baldato            | Italie                | MG Boys Maglificio-Technogym | 154 pts               |
| 4e                    | Jeroen Blijlevens        | Pays-Bas              | TVM-Farm Frites              | 121 pts               |
| 5e                    | Djamolidine Abdoujaparov | Ouzbekistan           | Refin-Mobilvetta             | 93 pts                |

| Classement par points | Classement par points    | Classement par points | Classement par points        | Classement par points |
| Coureur               | Coureur                  | Pays                  | Équipe                       | Points                |
| --------------------- | ------------------------ | --------------------- | ---------------------------- | --------------------- |
| 1er                   | Erik Zabel               | Allemagne             | Deutsche Telekom             | 220 pts               |
| 2e                    | Frédéric Moncassin       | France                | Gan                          | 185 pts               |
| 3e                    | Fabio Baldato            | Italie                | MG Boys Maglificio-Technogym | 154 pts               |
| 4e                    | Jeroen Blijlevens        | Pays-Bas              | TVM-Farm Frites              | 121 pts               |
| 5e                    | Djamolidine Abdoujaparov | Ouzbekistan           | Refin-Mobilvetta             | 93 pts                |

| Classement de la montagne | Classement de la montagne | Classement de la montagne | Classement de la montagne | Classement de la montagne |
| Coureur                   | Coureur                   | Pays                      | Équipe                    | Points                    |
| ------------------------- | ------------------------- | ------------------------- | ------------------------- | ------------------------- |
| 1er                       | Richard Virenque          | France                    | Festina-Lotus             | 199 pts                   |
| 2e                        | Bjarne Riis               | Danemark                  | Deutsche Telekom          | 115 pts                   |
| 3e                        | Tony Rominger             | Suisse                    | Mapei-GB                  | 107 pts                   |
| 4e                        | Luc Leblanc               | France                    | Polti                     | 100 pts                   |
| 5e                        | Laurent Brochard          | France                    | Festina-Lotus             | 98 pts                    |

| Classement de la montagne | Classement de la montagne | Classement de la montagne | Classement de la montagne | Classement de la montagne |
| Coureur                   | Coureur                   | Pays                      | Équipe                    | Points                    |
| ------------------------- | ------------------------- | ------------------------- | ------------------------- | ------------------------- |
| 1er                       | Richard Virenque          | France                    | Festina-Lotus             | 199 pts                   |
| 2e                        | Bjarne Riis               | Danemark                  | Deutsche Telekom          | 115 pts                   |
| 3e                        | Tony Rominger             | Suisse                    | Mapei-GB                  | 107 pts                   |
| 4e                        | Luc Leblanc               | France                    | Polti                     | 100 pts                   |
| 5e                        | Laurent Brochard          | France                    | Festina-Lotus             | 98 pts                    |

| Classement du meilleur jeune | Classement du meilleur jeune | Classement du meilleur jeune | Classement du meilleur jeune | Classement du meilleur jeune |
| Coureur                      | Coureur                      | Pays                         | Équipe                       | Temps                        |
| ---------------------------- | ---------------------------- | ---------------------------- | ---------------------------- | ---------------------------- |
| 1er                          | Jan Ullrich                  | Allemagne                    | Deutsche Telekom             | 61 h 02 min 24 s             |
| 2e                           | Peter Luttenberger           | Autriche                     | Carrera Jeans                | + 32 s                       |
| 3e                           | Manuel Fernández Ginés       | Espagne                      | Mapei-GB                     | + 7 min 19 s                 |
| 4e                           | Leonardo Piepoli             | Italie                       | Refin-Mobilvetta             | + 7 min 58 s                 |
| 5e                           | Michael Boogerd              | Pays-Bas                     | Rabobank                     | + 25 min 32 s                |

| Classement du meilleur jeune | Classement du meilleur jeune | Classement du meilleur jeune | Classement du meilleur jeune | Classement du meilleur jeune |
| Coureur                      | Coureur                      | Pays                         | Équipe                       | Temps                        |
| ---------------------------- | ---------------------------- | ---------------------------- | ---------------------------- | ---------------------------- |
| 1er                          | Jan Ullrich                  | Allemagne                    | Deutsche Telekom             | 61 h 02 min 24 s             |
| 2e                           | Peter Luttenberger           | Autriche                     | Carrera Jeans                | + 32 s                       |
| 3e                           | Manuel Fernández Ginés       | Espagne                      | Mapei-GB                     | + 7 min 19 s                 |
| 4e                           | Leonardo Piepoli             | Italie                       | Refin-Mobilvetta             | + 7 min 58 s                 |
| 5e                           | Michael Boogerd              | Pays-Bas                     | Rabobank                     | + 25 min 32 s                |

| Classement par équipes | Classement par équipes | Classement par équipes | Classement par équipes |
| Équipe                 | Équipe                 | Pays                   | Temps                  |
| ---------------------- | ---------------------- | ---------------------- | ---------------------- |
| 1re                    | Mapei-GB               | Italie                 | 183 h 11 min 01 s      |
| 2e                     | Deutsche Telekom       | Allemagne              | + 13 s                 |
| 3e                     | Festina-Lotus          | France                 | + 4 min 03 s           |
| 4e                     | Rabobank               | Pays-Bas               | + 5 min 06 s           |
| 5e                     | ONCE                   | Espagne                | + 17 min 10 s          |

| Classement par équipes | Classement par équipes | Classement par équipes | Classement par équipes |
| Équipe                 | Équipe                 | Pays                   | Temps                  |
| ---------------------- | ---------------------- | ---------------------- | ---------------------- |
| 1re                    | Mapei-GB               | Italie                 | 183 h 11 min 01 s      |
| 2e                     | Deutsche Telekom       | Allemagne              | + 13 s                 |
| 3e                     | Festina-Lotus          | France                 | + 4 min 03 s           |
| 4e                     | Rabobank               | Pays-Bas               | + 5 min 06 s           |
| 5e                     | ONCE                   | Espagne                | + 17 min 10 s          |